# Catedral de la Asunción de María y San Ruperto (Wiener Neustadt)
La Catedral de la Asunción de María y San Ruperto o simplemente Antigua Catedral de Wiener Neustadt (en alemán: Dom Mariä Himmelfahrt und Sankt Rupert) es un templo católico que se encuentra en Wiener Neustadt, una ciudad de Austria. La iglesia fue la catedral de la diócesis de Wiener Neustadt entre 1468 y 1785, año de la supresión diócesis. No debe ser confundida con la catedral de San Jorge que pertenece al ordinariato militar.
La ubicación y la orientación de la catedral fue hecha como parte de la planificación de la ciudad en la Edad Media. La nave está orientada al norte y al oeste en alineación con la salida del sol el día de Pentecostés el 24 de mayo de 1192, cuando el duque Leopoldo V es investido por el emperador Enrique VI.
En 1207 se inició la construcción de la catedral románica. El edificio fue inaugurado en 1279. Desde 1588 hasta 1630, Melchor Klesl fue el administrador de la diócesis, y construyó el primer púlpito barroco. El altar barroco con el retablo de la Asunción de María de Giandomenico Cignaroli fue inaugurado en 1776. En 1886 las torres que estaban deteriorandose fueron demolidas y más tarde fueron reconstruidas bajo la dirección del arquitecto vienés Richard Jordan.
El 6 de marzo de 2012 un incendio afectó la catedral, que estuvo cerrada durante seis meses para permitir reparaciones. 

## Véase también

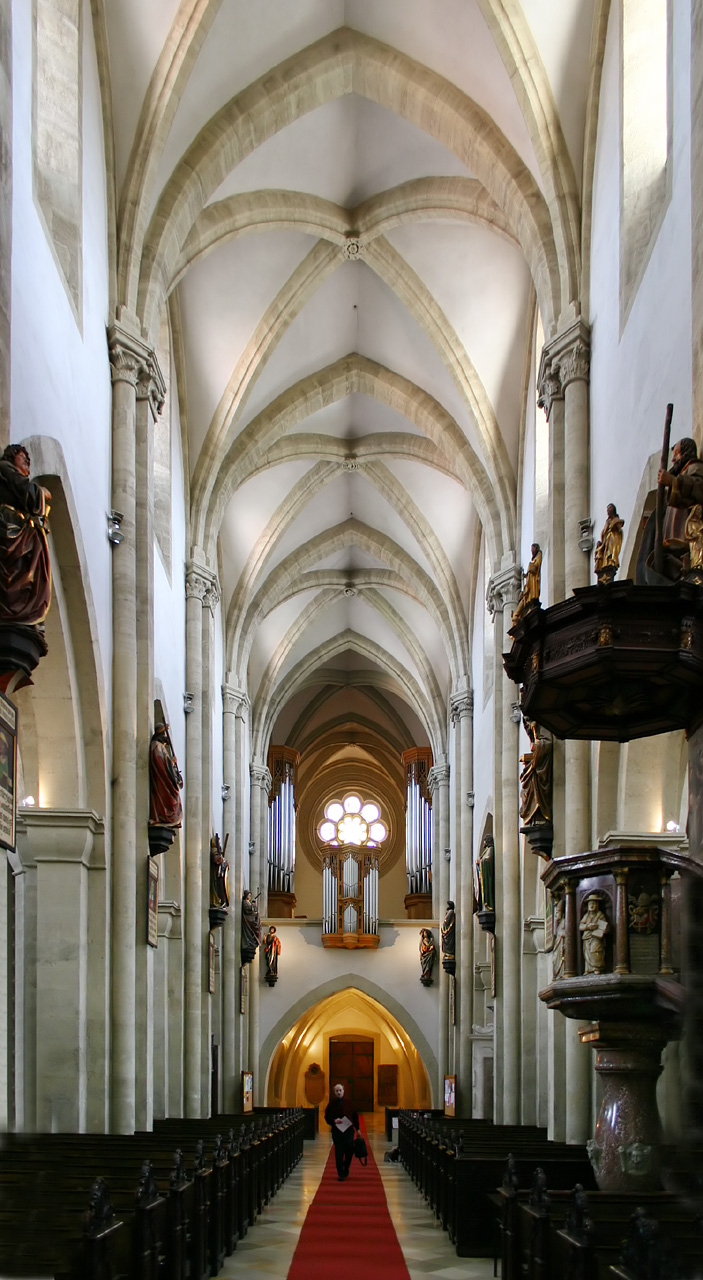
Vista interna